# Бадиоли (Перуђа)
Бадиоли је насеље у Италији у округу Перуђа, региону Умбрија.
Према процени из 2011. у насељу је живело 111 становника. Насеље се налази на надморској висини од 373 м.